# Dihdadi (huyện)
Dihdadi là một huyện thuộc tỉnh Balkh, Afghanistan. Dân số thời điểm năm 1999 là 46,722 người.